# Sidney de Freitas Pages
Sidney Pereira da Silva, meglio noto come Sidney (Itabaiana, 28 gennaio 1994), è un calciatore brasiliano, centrocampista del Nova Iguaçu.

## Carriera

### Club
Ha giocato nella massima serie dei campionati brasiliano ed israeliano.